# México (Filipinas)
México es un municipio de la provincia filipina de la Pampanga, en la región de Luzón Central. De acuerdo con el censo de 2000, se registró una población de 109 481 habitantes, que residían en 20 382 viviendas.

## Barangayes
México se subdivide administrativamente en 43 barangayes.
| - Acli - Anao - Balas - Buenavista - Camuning - Cawayan - Concepción - Culubasa - Divisoria - Dolores (Piring) - Edén - Gandus - Lagundí - Laput - Laug | - Masamat - Masangsang - Nueva Victoria - Pandacaqui - Pangatlan - Panipuan - Parian (Pob.) - Sabanilla - San Antonio - San Carlos - San José Malino - San José Matulid - San Juan - San Lorenzo | - San Miguel - San Nicolás - San Pablo - San Patricio - San Rafael - San Roque - San Vicente - Santa Cruz - Santa María - Santo Domingo - Santo Rosario - Sapang Maisac - Suclaban - Tangle |

## Historia
Se fundó como el pueblo de Nuevo México. Según la etimología popular, que se prevalece entre los topónimos en Filipinas, el municipio originalmente se llamaba Mesíku en pampango. 
Según los registros agustinos en "Libros de Gobierno Eclesiástico", la ciudad fue fundada como un puerto comercial fluvial alrededor de 1581 y originalmente se llamó Novo México (la forma española antigua de Nuevo México, "Nuevo México") en honor a la Ciudad de México. México, Pampanga, definitivamente recibió inmigrantes de México ya que se registra que había miles de migrantes mexicanos a Filipinas, por año, cuando Filipinas era parte del Virreinato de Nueva España gobernado por la Ciudad de México.
Esto podría haber significado una de dos cosas: el "zigzag" que describe los recodos del río grande de la Pampanga, o la abundancia de los árboles de chico. Sin embargo, no existen registros que la corroboren esta etimología. Además, el chico no es nativo a Filipinas, y fue introducido por los españoles. Simplemente se había sido una aproximación local del nombre castellano. 